# Stylogaster indistincta
Stylogaster indistincta är en tvåvingeart som beskrevs av Aldrich 1930. Stylogaster indistincta ingår i släktet Stylogaster och familjen stekelflugor. Inga underarter finns listade i Catalogue of Life.